# Прирічні ворота
Прирічні ворота (лат. Porta Flumentana, flumen – «річка») — колишні античні ворота Сервієвої стіни поряд з Тибром у Римі. Розташування воріт достеменно невідоме, можливо, вони знаходилися в тій частині стіни, яка з'єднувала Капітолій і річку, в районі під назвою extra portam Flumentanam.